# Isaccea
Isaccea – miasto w Rumunii, w okręgu Tulcza, na granicy z Ukrainą. 
W przeszłości, od 46 roku n.e. mieścił się tu rzymski gród Noviodunum. Był jednym z rzymskich grodów (castrum) w prowincji Mezja, następnie Mezja Dolna. Został zniszczony w III wieku w czasie ekspansji plemion Gotów i Herulów, następnie odbudowany w czasach panowania cesarza Konstantyna Wielkiego. W latach 434-441 pod władaniem Hunów, następnie w granicach Cesarstwa Bizantyńskiego.
Na początku VII wieku, wskutek podbojów Awarowie i wędrówek Słowian, pod panowaniem bułgarskim. 
Nazwa miasta zniknęła z zapisów historycznych na trzy wieki. W X wieku pojawia się ponownie jako miasto bizantyńskie, wkrótce stanowiło przedmiot podboju m.in. Chanatu Krymskiego, Połowców, Wołochów, Złotej Ordy - naprzemiennie z panowaniem bizantyńskim. 
W kolejnych wiekach, po upadku Bizancjum, podporządkowane Imperium Osmańskiemu. Spełniając funkcję grodu granicznego, ponownie stało się przedmiotem najazdów i walk, m.in. z Kozakami i państwami mołdawskimi, a następnie Rosją. Wskutek wojny rosyjsko-tureckiej (1877–1878) miasto weszło w skład nowo utworzonego Królestwa Rumunii.